# والیبال قهرمانی باشگاه‌های آسیا
والیبال قهرمانی باشگاه‌های آسیا (به انگلیسی: AVC Club Volleyball Championship) یا جام باشگاه‌های والیبال آسیا رقابت والیبال میان باشگاه‌های برتر لیگ‌های داخلی اعضای کنفدراسیون والیبال آسیا که در رده مردان و زنان برگزار می‌شود. قهرمانی باشگاه‌های آسیا معتبرترین مسابقات باشگاهی زیر نظر اِی وی سی است.

## تاریخچه

### جام صلح - جام باشگاه‌ها
نخستین دورهٔ این مسابقات در سال ۱۹۸۹ با عنوان جام صلح برگزار شد. جام صلح تا سال ۱۹۹۸ به صورت سالانه برگزار می‌شد و هیروشیما در ژاپن میزبان ۶ دورهٔ نخست بازی‌ها بود. این مسابقات ده سال برگزار شد و بعد از ۱۰ دوره برگزاری رقابت‌های جام صلح، از سال ۱۹۹۹ با تغییراتی که در کنفدراسیون والیبال آسیا ایجاد شد، این مسابقات به جام باشگاه‌های آسیا تغییر نام داد و مسابقات تا سال ۲۰۰۲ با همین نام ادامه داشت.

### قهرمانی باشگاه‌های آسیا
پس از سال ۲۰۰۲ کنفدراسیون والیبال آسیا جام باشگاه‌های آسیا را به قهرمانی باشگاه‌های آسیا تغییر نام داد و در حال حاضر این مسابقات با همین نام تا به امروز در حال برگزاری است. بیست‌ودومین دوره مسابقات والیبال قهرمانی باشگاه‌های مردان آسیا که از روز شنبه 24 اردیبهشت آغاز شده بود، با قهرمانی پیکان به پایان رسید و تیم‌های سانتوری ژاپن و مقاومت شهداب یزد در جایگاه‌های دوم و سوم قرار گرفتند.

## باشگاه‌های جهان
قهرمان این مسابقات به عنوان نماینده آسیا در قهرمانی باشگاه‌های جهان شرکت می‌کند.

## مردان
| سال         | میزبان            | دیدار پایانی                 | دیدار پایانی                 | دیدار پایانی                 | رده بندی                     | رده بندی                     | رده بندی                     |
| سال         | میزبان            | قهرمان                       | امتیاز                       | نایب قهرمان                  | سوم                          | امتیاز                       | چهارم                        |
| ----------- | ----------------- | ---------------------------- | ---------------------------- | ---------------------------- | ---------------------------- | ---------------------------- | ---------------------------- |
| ۱۹۹۹ جزئیات | هفئی              | سیچوان                       | رقابت دوره ای                | دایجون سامسونگ فایر          | پیکان                        | رقابت دوره ای                | چنگدو انوی                   |
| ۲۰۰۰ جزئیات | سوپان بوری        | دایجون سامسونگ فایر          | ۳–۱                          | پیکان                        | جین هان وانگ                 | ۳–۱                          | پی تی تی                     |
| ۲۰۰۱ جزئیات | شیهونگ            | دایجون سامسونگ فایر          | ۳–۰                          | سانتوری سان‌بردز              | شانگهای کابل تی وی           | ۳–۱                          | سیچوان فولان                 |
| ۲۰۰۲ جزئیات | تهران             | پیکان                        | ۳–۱                          | صنام                         | آتیرائو                      | ۳–۱                          | الریان                       |
| ۲۰۰۴ جزئیات | تهران             | صنام                         | ۳–۰                          | پیکان                        | آتیرائو                      | ۳–۰                          | شانگهای اورینتال             |
| ۲۰۰۵ جزئیات | اسلام‌آباد         | راحت زسکا                    | رقابت دوره ای                | سایپا                        | شانگهای اورینتال             | رقابت دوره ای                | حبیب بانک                    |
| ۲۰۰۶ جزئیات | هانوی             | پیکان                        | ۳–۱                          | راحت زسکا                    | جاکارتا                      | ۳–۲                          | آرمی                         |
| ۲۰۰۷ جزئیات | منامه             | پیکان                        | ۳–۰                          | الهلال                       | العربی                       | ۳–۱                          | النجمه                       |
| ۲۰۰۸ جزئیات | آلماتی            | پیکان                        | ۳–۱                          | آلماتی                       | سانتوری سانبردز              | ۳–۲                          | النصر                        |
| ۲۰۰۹ جزئیات | دبی               | پیکان                        | ۳–۰                          | الهلال                       | العربی                       | ۳–۰                          | النصر                        |
| ۲۰۱۰ جزئیات | ژینجیانگ          | پیکان                        | ۳–۱                          | العربی                       | پاناسونیک پنترز              | ۳–۰                          | شانگهای تانگ دیناستی         |
| ۲۰۱۱ جزئیات | پالم‌بانگ          | پیکان                        | ۳–۰                          | آلماتی                       | شانگهای تانگ دیناستی         | ۳–۰                          | اوزاکا بلازرس ساکایی         |
| ۲۰۱۲ جزئیات | شانگهای           | العربی                       | ۳–۱                          | تانگ دیناستی                 | کاله                         | ۳–۰                          | آلماتی                       |
| ۲۰۱۳ جزئیات | تهران             | کاله                         | ۳–۰                          | الریان                       | تایوان پاورز                 | ۳–۰                          | لیائونینگ                    |
| ۲۰۱۴ جزئیات | مانیل             | متین ورامین                  | ۳–۱                          | الریان                       | بیجینگ بایک موتورز           | ۳–۰                          | کندنسات ژایکمانی             |
| ۲۰۱۵ جزئیات | چین تایپه         | تایچون بانک                  | ۳–۱                          | العربی                       | پیکان                        | ۳–۱                          | پاولودار                     |
| ۲۰۱۶ جزئیات | نایپیداو          | بانک سرمایه                  | ۳–۱                          | العربی                       | تویودا گوسی ترفورزا          | ۳–۲                          | شانگهای گلدن ایج             |
| ۲۰۱۷ جزئیات | نام دین و نین بین | بانک سرمایه                  | ۳–۰                          | تویودا گوسی ترفورزا          | العربی                       | ۳–۱                          | آلتای                        |
| ۲۰۱۸ جزئیات | نایپیداو          | خاتم اردکان                  | ۳–۰                          | آتیرائو                      | واپدا                        | ۳–۲                          | سانست خان خوا                |
| ۲۰۱۹ جزئیات | چین تایپه         | شهرداری ورامین               | ۳–۲                          | پاناسونیک پنترز              | الریان                       | ۳–۰                          | چنای اسپارتانس               |
| ۲۰۲۰        | ناکون راتچاسیما   | لغو به دلیل شیوع ویروس کرونا | لغو به دلیل شیوع ویروس کرونا | لغو به دلیل شیوع ویروس کرونا | لغو به دلیل شیوع ویروس کرونا | لغو به دلیل شیوع ویروس کرونا | لغو به دلیل شیوع ویروس کرونا |
| ۲۰۲۱ جزئیات | ناکون راتچاسیما   | فولاد سیرجان                 | ۱-۳                          | العربی                       | آلماتی                       | ۰-۳                          | ناکون راتچاسیما              |
| ۲۰۲۲ جزئیات | تهران             | پیکان                        | ۲-۳                          | سانتوری سان‌بردز              | مقاومت شهداب یزد             | ۰-۳                          | تراز                         |
| ۲۰۲۳ جزئیات | منامه             | سانتوری سان‌بردز              | ۱-۳                          | جاکارتا بهایانگکارا          | پلیس                         | ۱-۳                          | مقاومت شهداب یزد             |
| ۲۰۲۴ جزئیات | یزد               | فولاد سیرجان                 | ۳–۰                          | مقاومت شهداب یزد             | جاکارتا بهایانگکارا          | ۰-۳                          | پاولودار                     |
| ۲۰۲۵ جزئیات | هیراکاتا / کیوتو  | الریان                       | ۳–۰                          | اوساکا لوتئون                | سانتوری سان‌بردز              | ۰-۳                          | فولاد سیرجان                 |

## عنوان‌ها بر اساس کشور
| رتبه | کشور      | قهرمان | نایب قهرمان | سوم |
| ---- | --------- | ------ | ----------- | --- |
| ۱    | ایران     | ۱۷     | ۵           | ۴   |
| ۲    | کره جنوبی | ۲      | ۱           | ۰   |
| ۳    | قطر       | ۲      | ۵           | ۵   |
| ۴    | قزاقستان  | ۱      | ۴           | ۲   |
| ۵    | چین       | ۱      | ۱           | ۵   |
| ۶    | چین تایپه | ۱      | ۰           | ۱   |
| ۷    | ژاپن      | ۱      | ۵           | ۴   |
| ۸    | عربستان   | ۰      | ۲           | ۰   |
| ۹    | اندونزی   | ۰      | ۱           | ۲   |
| ۹    | پاکستان   | ۰      | ۰           | ۱   |

## عنوان‌ها بر اساس باشگاه
| رتبه              | باشگاه                        | طلا | نقره | برنز | مجموع |
| ----------------- | ----------------------------- | --- | ---- | ---- | ----- |
| ۱                 | پیکان                         | ۸   | ۲    | ۲    | ۱۲    |
| ۲                 | دایجون سامسونگ                | ۲   | ۱    | ۰    | ۳     |
| ۳                 | فولاد سیرجان ایرانیان         | ۲   | ۰    | ۰    | ۲     |
| ۳                 | بانک سرمایه                   | ۲   | ۰    | ۰    | ۲     |
| ۳                 | شهرداری ورامین                | ۲   | ۰    | ۰    | ۲     |
| ۶                 | العربی                        | ۱   | ۴    | ۳    | ۸     |
| ۷                 | سانتوری سانبیردز              | ۱   | ۲    | ۲    | ۵     |
| ۸                 | الریان                        | ۱   | ۲    | ۱    | ۴     |
| ۹                 | صنام                          | ۱   | ۱    | ۰    | ۲     |
| ۹                 | راحت زسکا                     | ۱   | ۱    | ۰    | ۲     |
| ۱۱                | کاله                          | ۱   | ۰    | ۱    | ۲     |
| ۱۲                | خاتم اردکان                   | ۱   | ۰    | ۰    | ۱     |
| ۱۲                | تایچانگ بانک                  | ۱   | ۰    | ۰    | ۱     |
| ۱۲                | سیچوان فولان                  | ۱   | ۰    | ۰    | ۱     |
| ۱۵                | اوساکا لونتون                 | ۰   | ۲    | ۱    | ۳     |
| ۱۶                | الهلال                        | ۰   | ۲    | ۰    | ۲     |
| ۱۶                | راحت آلماتی                   | ۰   | ۲    | ۰    | ۲     |
| ۱۸                | شانگهای                       | ۰   | ۱    | ۳    | ۴     |
| ۱۹                | آتیراو                        | ۰   | ۱    | ۲    | ۳     |
| ۲۰                | جاکارتا بهایانگکارا           | ۰   | ۱    | ۱    | ۲     |
| ۲۰                | مقاومت شهداب یزد              | ۰   | ۱    | ۱    | ۲     |
| ۲۰                | تویودا گوسی ترفورزا           | ۰   | ۱    | ۱    | ۲     |
| ۲۳                | سایپا                         | ۰   | ۱    | ۰    | ۱     |
| ۲۴                | شرکت برق تایوان               | ۰   | ۰    | ۲    | ۲     |
| ۲۵                | تاپلاس جاکارتا                | ۰   | ۰    | ۱    | ۱     |
| ۲۵                | سازمان توسعه آب و برق پاکستان | ۰   | ۰    | ۱    | ۱     |
| ۲۵                | جین هان وانگ                  | ۰   | ۰    | ۱    | ۱     |
| ۲۵                | بایک موتور                    | ۰   | ۰    | ۱    | ۱     |
| مجموع (۲۸ باشگاه) | مجموع (۲۸ باشگاه)             | ۲۵  | ۲۵   | ۲۴   | ۷۴    |

## باارزش‌ترین بازیکن
| ۱۹۹۹ | چین       | ژانگ خیانگ       | ۲۰۱۱ | ایران | حمزه زرینی       | ۲۰۲۲ | ایران | سعید معروف      |
| ۲۰۰۰ | کره جنوبی | کیم سه‌جین        | ۲۰۱۲ | کوبا  | سالوادور ایدالگو | ۲۰۲۳ | روسیه | دیمیتری موزرسکی |
| ۲۰۰۱ | کره جنوبی | شین جین‌سیک       | ۲۰۱۳ | ایران | حمزه زرینی       | ۲۰۲۴ | ایران | علی حاجی‌پور     |
| ۲۰۰۲ | ایران     | بهنام محمودی     | ۲۰۱۴ | ایران | شهرام محمودی     | ۲۰۲۵ | هلند  | نیمیر عبدالعزیز |
| ۲۰۰۴ | ایران     | محمد ترکاشوند    | ۲۰۱۵ |       | هوآنگ پی‌هونگ     |      |       |                 |
| ۲۰۰۶ | ایران     | محمد سلیمانی     | ۲۰۱۶ | ایران | شهرام محمودی     |      |       |                 |
| ۲۰۰۷ | ایران     | محمد سلیمانی     | ۲۰۱۷ | ایران | شهرام محمودی     |      |       |                 |
| ۲۰۰۸ | قزاقستان  | مارات ایمانگالیف | ۲۰۱۸ | ایران | حمزه زرینی       |      |       |                 |
| ۲۰۰۹ | الجزایر   | هشام غمادی       | ۲۰۱۹ | ایران | علیرضا جلالی     |      |       |                 |
| ۲۰۱۰ | ایران     | پیمان اکبری      | ۲۰۲۱ | ایران | صابر کاضمی       |      |       |                 |

## زنان
| سال  | میزبان          | فینال             | فینال         | فینال              | رده بندی          | رده بندی      | رده بندی          |
| سال  | میزبان          | قهرمان            | امتیاز        | نایب قهرمان        | سوم               | امتیاز        | چهارم             |
| ---- | --------------- | ----------------- | ------------- | ------------------ | ----------------- | ------------- | ----------------- |
| ۱۹۹۹ | اوبون راتچاتانی | ال جی کلتکس       | رقابت دوره ای | آئرو تای           | شانگهای           | رقابت دوره ای | آلما دینامو       |
| ۲۰۰۰ | شائوسینگ        | شانگهای           | رقابت دوره ای | ان ای سی راکتس     | ژجیانگ ناندو      | رقابت دوره ای | هیوندای گرین فاکس |
| ۲۰۰۱ | هوشی‌مین         | شانگهای           | ۳–۲           | هیسامیتسو اسپرینگز | آئرو تای          | ۳–۱           | راحت زسکا         |
| ۲۰۰۲ | بانکوک          | هیسامیتسو         | ۳–۰           | بی ای سی ورلد      | آلماتی            | ۳–۱           | شانگهای           |
| ۲۰۰۴ | آلماتی          | آلماتی            | رقابت دوره ای | بای ییانگ          | چونگ شان          | رقابت دوره ای | آستانه کاناتای    |
| ۲۰۰۵ | ویتنام          | تیانجین بریجستون  | رقابت دوره ای | چانگ شان           | هایوای کورپوریشن  | رقابت دوره ای | راحت زسکا         |
| ۲۰۰۶ | مانیل           | تیانجین بریجستون  | رقابت دوره ای | چانگ شان           | سانگ سوم          | رقابت دوره ای | راحت زسکا         |
| ۲۰۰۷ | وین ین          | راحت زسکا         | رقابت دوره ای | سانگ سوم           | هیسامیتسو         | رقابت دوره ای | سوباکسو           |
| ۲۰۰۸ | وین ین          | تیانجین بریجستون  | ۳–۲           | سانگ سوم           | تورای آروس        | ۳–۲           | سوباکسو           |
| ۲۰۰۹ | ناخون پاتوم     | فدربرو            | ۳–۲           | تیانجین بریجستون   | تورای آروس        | ۳–۲           | ژتیسو آلماتی      |
| ۲۰۱۰ | گرسیک           | فدربرو            | ۳–۱           | ژتیسو آلماتی       | جی تی مارولوس     | ۳–۲           | تیانجین بریجستون  |
| ۲۰۱۱ | وین ین          | فدربرو            | ۳–۰           | تیانجین بریجستون   | ژتیسو آلماتی      | ۳–۰           | ویت پست بانک      |
| ۲۰۱۲ | ناخون راتچاسیما | تیانجین بریجستون  | ۳–۲           | تورای آروس         | فدربرو            | ۳–۰           | ژتیسو آلماتی      |
| ۲۰۱۳ | بون ما توت      | گوانگدونگ اورگرند | ۳–۱           | ژتیسو آلماتی       | پی اف یو بلو کتس  | ۳–۰           | بو تانگ گنگ       |
| ۲۰۱۴ | ناکون پاتوم     | هیسامیتسو         | ۳–۰           | تیانجین بوهی بانک  | ژتیسو تالدی‌قورغان | ۳–۰           | چین تایپه         |
| ۲۰۱۵ | هانام           | بانکوک            | ۲-۳           | هیسامیتسو          | ژیجیانگ           | ۰-۳           | تایوان            |
| ۲۰۱۶ | بینان           | ان ای سی راکتس    | ۰-۳           | بای بیانگ          | بانکوک            | ۲-۳           | آلتای             |
| ۲۰۱۷ | اوسکمن          | چونبوری           | ۱-۳           | هیسامیتسو          | تیانجین بوهی بانک | ۱-۳           | آلتای             |
| ۲۰۱۸ | اوسکمن          | چونبوری           | ۲-۳           | ان ای سی راکتس     | جیانگسو           | ۲-۳           | آلتای             |
| ۲۰۱۹ | تیانجین         | تیانجین بوهی بانک | ۱-۳           | چونبوری            | هیسامیتسو         | ۱-۳           | آلتای             |
| ۲۰۲۰ |                 |                   |               |                    |                   |               |                   |

## عنوان‌ها بر اساس کشور(زنان)
| رتبه  | کشور      | طلا | نقره | برنز | مجموع |
| ۱     | چین       | ۸   | ۵    | ۵    | ۱۸    |
| ۲     | تایلند    | ۶   | ۵    | ۴    | ۱۵    |
| ۳     | ژاپن      | ۳   | ۶    | ۶    | ۱۵    |
| ۴     | قزاقستان  | ۲   | ۲    | ۳    | ۷     |
| ۵     | کرهٔ جنوبی | ۱   | ۰    | ۱    | ۲     |
| ۶     | تایوان    | ۰   | ۲    | ۱    | ۳     |
| مجموع | مجموع     | ۱۴  | ۱۴   | ۱۴   | ۴۲    |